# Pyramica carolinensis
Pyramica carolinensis är en myrart som först beskrevs av Brown 1964.  Pyramica carolinensis ingår i släktet Pyramica och familjen myror. Inga underarter finns listade i Catalogue of Life.

## Bildgalleri